# Daniel Forès
Daniel Forès est un pilote amateur de rallye automobile né le 1er décembre 1951 et résidant à Sommelonne.

## Biographie
Il commence la compétition en 1969 par des courses de côte et des slaloms dans l'est de la France avant de débuter en rallye en 1991.
Daniel Forès a principalement roulé dans des coupes de marques (Renault et Citroën) complétant sa saison par des épreuves locales dans l'est. Il s'est qualifié de nombreuses fois pour la finale de la coupe de France des rallyes et compte plusieurs participations au Rallye Monte-Carlo.
Il a participé au volant d'une Peugeot 306 Maxi à la Coupe de France.
Dans la vie, ce lorrain est exploitant forestier comme Jean-Marie Cuoq.

## Palmarès
- 1999 - 2e du Trophée Citroën Saxo Kit-Car;
- 1998 - 3e du Trophée Citroën Saxo Kit-Car;
- 1997 - 2e du Trophée Citroën ZX;
- 1995 - 3e du Trophée Citroën ZX;
- 1994 - vainqueur de la Coupe Renault Sport.